# Sinterverk

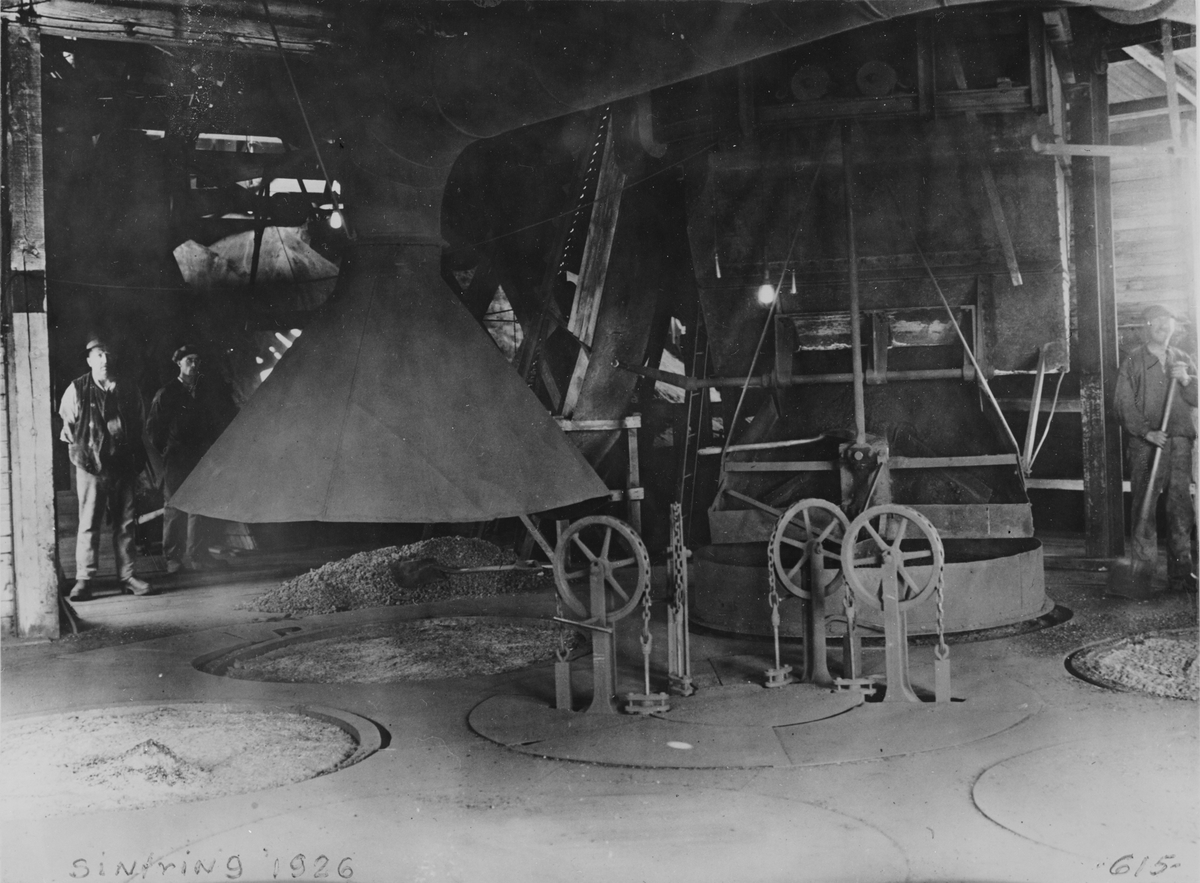
Sinterverket i Spännarhyttan 1926.

 Sinterverk  är en anläggning där sinter tillverkas av slig som kommer från anrikad järnmalm. Sintern används i masugnar för tillverkning av tackjärn. Sinterverk användes i masugnar i Sverige under 1900-talet. Svenska järnbruk har övergått till att använda järnmalmspellets tillverkade i pelletsverk i stället för sinter.
Järnmalm bryts i gruvor. Malmen krossas till mindre och mindre partiklar tills det kallas slig. Sligen anrikas med hjälp av magnetisk separation. Sligen är ett pulver som är alldeles för finkornigt för att kunna behandlas i masugnen – den måste först sintras, dvs. omvandlas till stycken.
Sligen kan tillsättas andra beståndsdelar, t.ex. kalksten, kolstybb, sot, dolomitkalksten m.m. I en stor, roterande trumma blandas ingredienserna under tillsats av vatten. Den fuktiga blandningen transporteras på band till en chargervagn, som på ett luckert sätt fyller blandningen i sintringspannorna. Botten på pannorna utgörs av ett galler. Blandningen antänds med hjälp av en tändapparat som eldas med masugnsgas (förbränningsgasen i masugnen). Samtidigt sugs luft underifrån genom blandningen och gallret. Det tar mellan 40 och 50 minuter för genombränning av hela blandningen. Principen är densamma som i en vanlig rökpipa.
När sintringen genomförts ligger i pannan en kaka, som töms i en kross och sönderdelas. Bitar som är mindre än 20 mm sorteras ut och går tillbaka till sintringspannorna. Resten förs upp till hyttkransen där det blir uppsättarens ansvar att mata in rätt mängd i masugnen.